# Кульское сельское поселение
Се́льское поселе́ние «Ку́льское» (бур. Хулын hомон) — муниципальное образование в Хоринском районе Бурятии Российской Федерации.
Административный центр — село Санномыск.

## История
Статус и границы сельского поселения установлены Законом Республики Бурятия от 31 декабря 2004 года № 985-III «Об установлении границ, образовании и наделении статусом муниципальных образований в Республике Бурятия»
Законом Республики Бурятия от 14 октября 2015 года № 1408-V, сельские поселения «Кульское» и «Хандагайское» были преобразованы, путём их объединения, в сельское поселение «Кульское».

## Население
| 2002  | 2011  | 2012  | 2013  | 2014  | 2015  | 2016  |
| ----- | ----- | ----- | ----- | ----- | ----- | ----- |
| 857   | ↘736  | ↘720  | ↘706  | ↘701  | ↘690  | ↗1247 |
| 2017  | 2018  | 2019  | 2020  | 2021  | 2023  | 2024  |
| ↘1217 | ↘1206 | ↘1174 | ↘1141 | ↘1071 | ↘1012 | ↘988  |

## Состав сельского поселения
| № | Населённый пункт | Тип населённого пункта       | Население |
| - | ---------------- | ---------------------------- | --------- |
| 1 | Кульск           | село                         | ↘173      |
| 2 | Нарын            | посёлок                      | ↘171      |
| 3 | Санномыск        | село, административный центр | ↘408      |
| 4 | Тарбагатай       | село                         | ↘157      |
| 5 | Хандагай         | посёлок                      | ↘448      |